# Asarum patens
Asarum patens là một loài thực vật có hoa trong họ Aristolochiaceae. Loài này được (Yamaki) Yamaki ex Y.N.Lee mô tả khoa học đầu tiên năm 2002.